# Màrius Torres
Màrius Torres i Perenya (Lérida, 30 de agosto de 1910 – San Quirico Safaja, 29 de diciembre de 1942) fue un poeta español de corte simbolista.

## Biografía

### Infancia (1910-1925)
Màrius Torres nació a las ocho de la tarde del día 30 de agosto de 1910, en la casa número 36 de la calle Mayor de Lérida. Fue el primer hijo del político Humbert Torres y de Maria Perenya, ambos de familias intelectuales. Màrius era el hermano mayor del político Víctor Torres y de Núria Torres.
El mismo mes de diciembre de 1910, la familia se trasladó a la calle de la Paeria número 10, junto con los abuelos paternos y la hermana de Humbert Torres.
En 1915 empezó la escolarización en el Liceu Escolar, una escuela laica fundada por Frederic Godàs. En 1920 continuó sus estudios en el Institut General i Tècnic de Lleida, donde alcanzó el grado de bachillerato en 1926, centro que actualmente se denomina Institut Màrius Torres en su honor. 
La familia Torres veraneaba con la familia Godàs, y pasaban los veranos en lugares como Sant Salvador (Vendrell), Poblet o Vinaixa.

### Juventud (1926-1935)
En 1926, terminada la etapa secundaria, se trasladó a Barcelona para iniciar la carrera de Medicina en la Universidad de Barcelona, y se especializó en enfermedades del aparato digestivo.
El 10 de marzo de 1928 murió María Perenya, la madre del escritor. 
En 1929, Torres se inscribe como socio de la Agrupación Escolar de la Acadèmia i Laboratori de Ciències Mèdiques y termina su primer libro de poemas.
Màrius vivió de cerca la proclamación de la República (1931) y la inauguración del Parlamento de Cataluña. Su padre intervino en ellas como político activo, por el lado del republicanismo catalanista. 
Durante febrero y marzo de 1933, realizó su viaje de fin de carrera. El mismo año, se doctoró en Madrid como especialista en enfermedades del aparato digestivo. A su vuelta a Lérida trabajó en el consultorio de su padre. También tradujo poemas de varios autores franceses.
Durante 1933 y 1935 colaboró con la prensa leridana de la época, con el diario La Jornada. 
En el ámbito poético de su obra, reunió un total de 38 poemas. Sus Poesías, de tono intimista, forman una especie de diario de los últimos años de su vida. También escribió una pieza dramática, presentada en el Premio de Teatro Ignasi Iglésias (1935), sin ningún éxito.
Durante la primavera de 1935, el médico empezó a enfermarse. Una gripe le obligó a reposar en la Vall de Espot. Cuando volvió a Lérida, la enfermedad rebrotó.

### Puig d'Olena (1936-1942)
El 18 de diciembre de 1935, a los veinticinco años, enfermó de tuberculosis. El 22 de diciembre ingresó al Sanatori antituberculós de Puig d’Olena, ubicado en el municipio de San Quirico Safaja.
En 1939, Màrius se sintió doblemente herido: por una parte, con el exilio de los suyos se rompía su unión con Lérida; por otra parte, tenía la conciencia de que Cataluña se hundía con la victoria de los ejércitos franquistas.
Hacia julio de 1942, él y un grupo de enfermos (entre ellos Mercè Figueras, y Daniel Pertegaz) fueron trasladados al Mas Blanc.
De Màrius Torres era el poema esculpido en la lápida que recordaba a los 1619 republicanos fusilados en el Campo de la Bota de Barcelona.

### Muerte
El 29 de diciembre de 1942, a las dos del mediodía, falleció en el sanatorio antituberculoso de Puigdolena, en San Quirico Safaja (Barcelona). El poeta fue enterrado en el cementerio de este mismo municipio.

## Libros
Su producción poética, bajo el título Poesies, se publicó póstumamente desde Coyoacán (México) en 1947 y desde Cataluña en 1950, a cura de Joan Sales.
Estas dos obras también fueron editadas después de su fallecimiento:
- Pascual Piqué, Antoni. Tres poetes, tres mestres: Rainer M. Rilke, Antonio Machado, Màrius Torres. 2006. Barcelona, Abadia Editors. ISBN 978-84-96292-56-7
- Com un foc invisible. Antologia poètica. Editorial Educaula. ISBN 978-84-92672-14-1

Dos de sus obras se tradujeron al francés:
- Torres, Màrius. La dernière rose. Anthologie poétique bilingue catalan-français. L'Harmattan, París, 16 de abril de 2008. ISBN 978-2-296-05302-1. Edición, introducción y traducción de Marta Giné y Norberto Gimelfarb.

- Torres, Màrius. Paroles de la nuit. Anthologie poétique bilingue catalan-français. L'Harmattan, París, diciembre de 2009. ISBN 978-2-296-11150-9. Edición, introducción y traducción de Marta Giné y Norberto Gimelfarb. Esta edición sigue fielmente la voluntad de Màrius Torres sobre los poemas que deseaba que fueran publicados. Se recogen todos esos poemas y, además, se respeta también el orden de publicación deseado por el poeta.

Póstumamente también se publicó la recopilación de cartas que mantuvieron Màrius Torres y Mercè Figueras, bajo el título Cartes a Mahalta. La poesía homónima fue musicada por Lluís Llach.

## Homenajes
Debido a sus raíces leridanas y su relevancia como poeta, en Lérida capital se pueden encontrar diferentes homenajes y monumentos dedicados a su personalidad. 
El primero de ellos es el Parque de Màrius Torres (Parc d'en Màrius Torres en catalán) situada al lado del ascensor de la Seu Vella y cerca de los judgados de la ciudad. En este espacio también se le homenajea a través de un monumento, concretamente con una estatua esculpida en una de las paredes y en la que Màrius sujeta un lápiz en honor a su proliferación poética. 
Asimismo, cada 29 de diciembre y delante de esta estatua, el Ateneo Popular de Ponent de Lleidaorganiza un sencillo y emotivo acto para recordarlo con una ofrenda floral y la lectura de poemas.
Por otro lado, uno de los institutos públicos de la ciudad lleva su nombre en representación a la literatura y lengua catalana. 